# والتر مازولتی
والتر مازولتی (انگلیسی: Walter Mazzolatti؛ زادهٔ ۲۵ آوریل ۱۹۹۰) بازیکن فوتبال اهل آرژانتین است.
از باشگاه‌هایی که در آن بازی کرده‌است می‌توان به باشگاه فوتبال جیمناسیا لاپلاتا اشاره کرد.